# José Manuel Castañón
 (octobre 2022).
Si vous disposez d'ouvrages ou d'articles de référence ou si vous connaissez des sites web de qualité traitant du thème abordé ici, merci de compléter l'article en donnant les références utiles à sa vérifiabilité et en les liant à la section « Notes et références ».
José Manuel Castañón, né à Pola de Lena dans les Asturies le 10 février 1920 et mort le 6 juin 2001 à Madrid, est un écrivain espagnol. Bien qu'il combatte aux côtés de Francisco Franco dans la Guerre d'Espagne, il est vite déçu du régime franquiste et en 1957 il s'exile volontairement au Venezuela. Son roman le plus connu, Moletú-Volevá, édité à Madrid en 1956, dont le sujet est la folle convoitise pour l'argent, est acclamé par la critique.

## Biographie

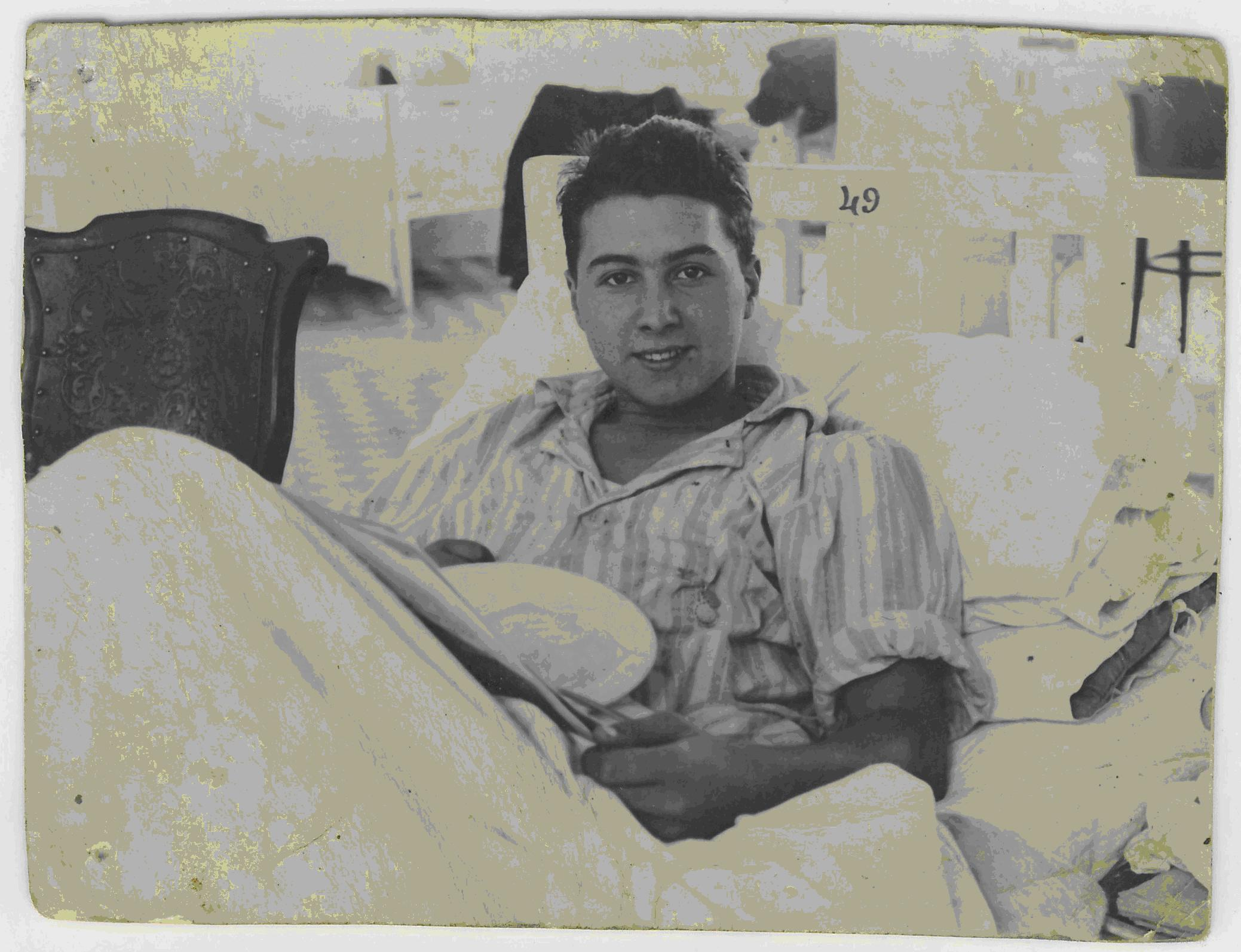
José Manuel Castañón, à l'hôpital, en 1937.

José Manuel Castañón mène une enfance heureuse dans sa famille jusqu'à ses 16 ans, auprès d’un père érudit, grand lecteur, et amoureux de la littérature, ce qui l'influence grandement. Il lit dans la bibliothèque de son père, et à un âge précoce, il commence à se sentir une vocation d'écrivain.
Quand la Guerre d'Espagne éclate, Castañón s'enfuit de la maison paternelle pour s'enrôler dans l'Infanterie. Lors de la prise d'Oviedo en 1937, il est gravement blessé au bras et perd l'usage de la main droite. Cependant, une fois rétabli, il retourne au front où il restera comme lieutenant jusqu'à la fin de la guerre, et en 1941, il intègre la Division Bleue.
À son retour en 1942, il épouse sa cousine Nieves Escalada et aura avec elle cinq enfants. En 1945, il est diplômé en droit de l'Université d'Oviedo et est plusieurs années avocat à Oviedo. Déçu par le régime de Franco, il commence à protester ouvertement contre la dictature en exigeant un traitement juste pour les républicains et en plaidant pour des procédures légales moins discriminatoires pour les familles des républicains morts et pour les républicains mutilés. En 1953 il est accusé de subversion et est emprisonné.
En prison, il écrit son premier roman, Moletu-Voleva, une satire tragi-comique inspirée par la personnalité déséquilibrée d'un prisonnier et par sa recherche effrénée de la fortune en jouant à la loterie et aux paris sportifs du football. Le roman, publié en 1955, échappe à la censure et reçoit des critiques enthousiastes. En 1957, Castañón publie Bezana Roja.
À cette période, Castañón a déjà décidé de s'exiler au Venezuela, considérant incompatible sa profession d'écrivain avec la dictature de Franco. Renonçant à son rang de capitaine, il demande dans une lettre adressée au gouvernement que son salaire de mutilé de guerre soit versé à un républicain mutilé, et il s’enfuit en France pour s’installer quelques mois après au Venezuela où sa femme et ses cinq fils viennent le rejoindre deux années plus tard. Au Venezuela, il pourvoit aux besoins de sa famille en poursuivant son activité d'écrivain, et c’est à Caracas qu'il publie la plus grande partie de son œuvre. En 1987, le Gouvernement du Venezuela lui décerne l'Ordre d'Andrés Bello (es). Alors qu'il était dans la Division Bleue, il a rédigé un journal resté inédit pendant de nombreuses années, puis édité en 1991 sous le titre El Diario de una Aventura.
José Manuel Castanón est un passionné de poésie et peut réciter de mémoire des centaines de poèmes. En hommage au poète péruvien César Vallejo qu'il admire, il écrit Pasión por Vallejo. En 1983, il est nommé fils adoptif de Santiago de Chuco (es), lieu de naissance de Vallejo. Castañón écrit aussi sur ses convictions politiques. En 1978, après la dictature franquiste, il retour à Madrid où il meurt le 6 juin 2001. Castañón a perdu sa conjointe en 1983 et son seul fils en 1997. Ses quatre filles lui survivent.

## Œuvres principales
- José Manuel Castañón, Moletu-Voleva, 1956.
- José Manuel Castañón, Bezana Roja, 1957.
- José Manuel Castañón, Andres Cuenta su Historia, 1962.
- José Manuel Castañón, Encuentro con Venezuela, 1962.
- José Manuel Castañón, Confesiones de un vivir absurdo, 1959.
- José Manuel Castañón, Una Balandra encalla en Tierra firme, 1958.
- José Manuel Castañón, Cuba hablo contigo, 1989.
- José Manuel Castañón, Cuba sigo Hablando contig, 1993.
- José Manuel Castañón, Pasion por Vallejo, 1963.
- José Manuel Castañón, Entre dos Orillas, 1975.
- José Manuel Castañón, Me Confieso Bolivarianamente, 1982.
- José Manuel Castañón, Cuentos Vividos, 1976.
- José Manuel Castañón, Diario de una Aventura, 1991.
- José Manuel Castañón, En mi sentir revuelto, 1992.
- José Manuel Castañón, Mi Padre y Ramon Gomez de la Serna, 1975.